# Hladnik, Gozd Martuljek
Hladnik je potok, ki izvira v Karavankah ob avstrijsko-slovenski južno od gore Trupejevo poldne (1931 m) in se kot levi pritok izliva v potok Jerman, ta pa se nedaleč stran, pri naselju Gozd Martuljek kot levi pritok izliva v Savo Dolinko. Hladniku se v zgornjem toku pridruži potok Žlebnica, v spodnjem toku, zahodno od Srednjega Vrha, pa sta Hladnikova slapova.

## Hladnikovi slapovi
Na potoku sta dva sistema slapov, spodnji je približno 50 metrov visoko slapišče, ki ga sestavljajo manjši skočniki in drsniki, zgornji sistem pa v višino meri okrog 15 metrov, najvišji posamezni slap meri 6 m. Pot do zgornjega sklopa slapov je zahtevna in ni priporočljiva brez operme.